# Achei Crotone
L'Associazione Sportiva Dilettantistica Achei Crotone American Football Team, o più semplicemente Achei Crotone (dal 2022 nota come RVL Achei Crotone per ragioni di sponsor), è una squadra di football americano di Crotone.
Fondata il 14 febbraio 1989, è la principale squadra di football americano della città pitagorica.

## Storia

La prima squadra crotonese di football americano dei Coguari Crotone in una foto scattata alla base Loran della U.S. Coast Guard di Sellia Marina (CZ).

La fondazione della società crotonese di football americano ha inizio nel gennaio del 1989, quando alcuni ex-giocatori militanti allora nei Coguari Crotone, società fondata da Maurizio Ranieri nel 1983 e considerata una delle prime squadre di football americano del sud Italia, furono però costretti a trasferirsi a Catanzaro per problemi economici (e da dove poi, successivamente, vennero fondati i Red Eagles Catanzaro) e decisero di far conoscere questa disciplina sportiva nella propria città d'origine, dando vita così alla squadra calabrese.
Chiusi nel 2002, hanno riaperto nel 2008; attualmente partecipano al campionato di III Divisione.

## Il nome
Il soprannome Achei deriva dalle antiche tradizioni della città di Crotone, in particolare dai coloni achei dell'epoca magno-greca, considerati i veri fondatori della città.

## Dettaglio stagioni

### Tornei nazionali

#### Campionato

##### Campionato FIDAF
A seguito dell'ingresso di FIDAF nel CONI questo torneo - pur essendo del massimo livello della propria federazione - non è considerato ufficiale.
| Stagione | regular season | regular season | regular season | regular season | regular season | regular season | playoff | playoff | playoff | playoff | playoff | playoff   | playoff    |
|          | Vin            | Par            | Per            | Tot            | PF             | PS             | Vin     | Per     | Tot     | PF      | PS      | risultato | avversaria |
| -------- | -------------- | -------------- | -------------- | -------------- | -------------- | -------------- | ------- | ------- | ------- | ------- | ------- | --------- | ---------- |
| 2002     | 3              | 0              | 3              | 6              | 125            | 193            | -       | -       | -       | -       | -       | -         | -          |
| Totale   | 3              | 0              | 3              | 6              | 125            | 193            | -       | -       | -       | -       | -       |           |            |

Fonte: Enciclopedia del Football - A cura di Roberto Mezzetti

##### Serie A2/Silver League
| Stagione | regular season | regular season | regular season | regular season | regular season | regular season | playoff | playoff | playoff | playoff | playoff | playoff                                        | playoff           |
|          | Vin            | Par            | Per            | Tot            | PF             | PS             | Vin     | Per     | Tot     | PF      | PS      | risultato                                      | avversaria        |
| -------- | -------------- | -------------- | -------------- | -------------- | -------------- | -------------- | ------- | ------- | ------- | ------- | ------- | ---------------------------------------------- | ----------------- |
| 1993     | 7              | 0              | 1              | 8              | 116            | 6              | 0       | 1       | 1       | 20      | 23      | Quarti di finale/Sessantaquattresimi di finale | Seagulls Salerno  |
| 1994     | 5              | 0              | 3              | 8              | 123            | 72             | -       | -       | -       | -       | -       | -                                              | -                 |
| 1995     | 1              | 2              | 5              | 8              | 42             | 128            | -       | -       | -       | -       | -       | -                                              | -                 |
| 1996     | 3              | 0              | 3              | 6              | 106            | 109            | 0       | 1       | 1       | 0       | 8       | Quarti di finale                               | Renegades Firenze |
| Totale   | 16             | 2              | 12             | 30             | 387            | 315            | 0       | 2       | 2       | 20      | 31      |                                                |                   |

Fonte: Enciclopedia del Football - A cura di Roberto Mezzetti

##### Serie B/Winter League/Nine League/Arena League/CIF9/Terza Divisione
| Stagione | regular season | regular season | regular season | regular season | regular season | regular season | playoff | playoff | playoff | playoff | playoff | playoff              | playoff                   |
|          | Vin            | Par            | Per            | Tot            | PF             | PS             | Vin     | Per     | Tot     | PF      | PS      | risultato            | avversaria                |
| -------- | -------------- | -------------- | -------------- | -------------- | -------------- | -------------- | ------- | ------- | ------- | ------- | ------- | -------------------- | ------------------------- |
| 1990     | 1              | 0              | 7              | 8              | 82             | 246            | -       | -       | -       | -       | -       | -                    | -                         |
| 1991     | 5              | 0              | 3              | 8              | 98             | 67             | 0       | 1       | 1       | 0       | 31      | Primo turno playoff  | Cavalieri Castelli Romani |
| 1992     | 4              | 0              | 3              | 7              | 133            | 170            | 0       | 1       | 1       | 8       | 56      | Quarti di finale     | Cavalieri Castelli Romani |
| 1997     | 3              | 0              | 5              | 8              | 162            | 195            | -       | -       | -       | -       | -       | -                    | -                         |
| 2008     | 2              | 0              | 2              | 4              | 58             | 68             | -       | -       | -       | -       | -       | -                    | -                         |
| 2009     | 0              | 0              | 6              | 6              | 36             | 253            | -       | -       | -       | -       | -       | -                    | -                         |
| 2010     | 1              | 0              | 5              | 6              | 44             | 98             | -       | -       | -       | -       | -       | -                    | -                         |
| 2011     | 1              | 0              | 5              | 6              | 30             | 123            | -       | -       | -       | -       | -       | -                    | -                         |
| 2012     | 4              | 0              | 2              | 6              | 152            | 72             | 1       | 1       | 2       | 55      | 67      | Ottavi di finale     | Patriots Bari             |
| 2013     | 0              | 0              | 4              | 4              | 47             | 108            | -       | -       | -       | -       | -       | -                    | -                         |
| 2014     | 3              | 0              | 3              | 6              | 164            | 157            | 0       | 1       | 1       | 15      | 41      | Sedicesimi di finale | Veterans Grosseto         |
| 2015     | 3              | 0              | 3              | 6              | 94             | 110            | 0       | 1       | 1       | 8       | 33      | Sedicesimi di finale | Etruschi Livorno          |
| 2016     | 2              | 0              | 4              | 6              | 127            | 155            | -       | -       | -       | -       | -       | -                    | -                         |
| 2017     | 4              | 0              | 2              | 6              | 132            | 182            | 0       | 1       | 1       | 24      | 28      | Wild Card            | Minatori Cave             |
| 2018     | 4              | 0              | 2              | 6              | 248            | 160            | 1       | 1       | 2       | 48      | 62      | Quarti di conference | Minatori Cave             |
| 2019     | 3              | 0              | 3              | 6              | 124            | 141            | 1       | 1       | 2       | 112     | 87      | Quarti di conference | Trappers Cecina           |
| 2021     | 1              | 0              | 3              | 4              | 96             | 159            | -       | -       | -       | -       | -       | -                    | -                         |
| Totale   | 41             | 0              | 62             | 103            | 1 827          | 2 464          | 3       | 8       | 11      | 270     | 415     |                      |                           |

Fonte: Enciclopedia del Football - A cura di Roberto Mezzetti

#### Coppa Italia
| Stagione | regular season | regular season | regular season | regular season | regular season | regular season | playoff | playoff | playoff | playoff | playoff | playoff              | playoff          |
|          | Vin            | Par            | Per            | Tot            | PF             | PS             | Vin     | Per     | Tot     | PF      | PS      | risultato            | avversaria       |
| -------- | -------------- | -------------- | -------------- | -------------- | -------------- | -------------- | ------- | ------- | ------- | ------- | ------- | -------------------- | ---------------- |
| 1993     | -              | -              | -              | -              | -              | -              | 0       | 2       | 2       | 18      | 90      | Sedicesimi di finale | Seagulls Salerno |
| Totale   | -              | -              | -              | -              | -              | -              | 0       | 2       | 2       | 18      | 90      |                      |                  |

Fonte: Enciclopedia del Football - A cura di Roberto Mezzetti

#### Campionati giovanili

##### Under-21
| Stagione | regular season | regular season | regular season | regular season | regular season | regular season | playoff | playoff | playoff | playoff | playoff | playoff   | playoff    |
|          | Vin            | Par            | Per            | Tot            | PF             | PS             | Vin     | Per     | Tot     | PF      | PS      | risultato | avversaria |
| -------- | -------------- | -------------- | -------------- | -------------- | -------------- | -------------- | ------- | ------- | ------- | ------- | ------- | --------- | ---------- |
| 1991     | 2              | 0              | 2              | 4              | 48             | 96             | -       | -       | -       | -       | -       | -         | -          |
| Totale   | 2              | 0              | 2              | 4              | 48             | 96             | -       | -       | -       | -       | -       |           |            |

Fonte: Enciclopedia del Football - A cura di Roberto Mezzetti

##### Under-18
| Stagione | regular season | regular season | regular season | regular season | regular season | regular season | playoff | playoff | playoff | playoff | playoff | playoff   | playoff            |
|          | Vin            | Par            | Per            | Tot            | PF             | PS             | Vin     | Per     | Tot     | PF      | PS      | risultato | avversaria         |
| -------- | -------------- | -------------- | -------------- | -------------- | -------------- | -------------- | ------- | ------- | ------- | ------- | ------- | --------- | ------------------ |
| 1992     | -              | -              | -              | -              | -              | -              | 1       | 1       | 2       | 29      | 33      | Finale    | Nightmare Piacenza |
| 1995     | 1              | 0              | 2              | 3              | 40             | 60             | -       | -       | -       | -       | -       | -         | -                  |
| Totale   | 1              | 0              | 2              | 3              | 40             | 60             | 1       | 1       | 2       | 29      | 33      |           |                    |

Fonte: Enciclopedia del Football - A cura di Roberto Mezzetti

### Riepilogo fasi finali disputate
| Anno | Luogo           | Evento               | Fase del torneo                                    | Incontro                                  | Risultato    |
| 1991 | ?               | Serie B              | Primo turno playoff                                | Achei Crotone - Cavalieri Castelli Romani | 0 - 31       |
| 1992 | ?               | B Bowl               | Quarti di finale                                   | Cavalieri Castelli Romani - Achei Crotone | 56 - 8       |
| 1992 | Torino          | Campionato Under-18  | Finale                                             | Achei Crotone - Nightmare Piacenza        | 21 - 33      |
| 1993 | Crotone         | Silverbowl/Superbowl | Sedicesimi di finale/Sessantaquattresimi di finale | Achei Crotone - Seagulls Salerno          | 20 - 23 o.t. |
| 1993 | ?               | Coppa Italia         | Sedicesimi di finale                               | Achei Crotone - Seagulls Salerno          | 12 - 48      |
| 1996 | ?               | Silverbowl           | Quarti di finale                                   | Renegades Firenze - Achei Crotone         | 8 - 0 d.g.s. |
| 2012 | Bari            | Ninebowl             | Ottavi di finale                                   | Patriots Bari - Achei Crotone             | 60 - 34      |
| 2014 | Istia d'Ombrone | Ninebowl             | Sedicesimi di finale                               | Veterans Grosseto - Achei Crotone         | 41 - 15      |
| 2015 | Crotone         | Ninebowl             | Sedicesimi di finale                               | Achei Crotone - Etruschi Livorno          | 8 - 33       |
| 2017 | Cave            | Ninebowl             | Wild Card                                          | Minatori Cave - Achei Crotone             | 28 - 24      |

## Roster 2019
| Roster degli Achei Crotone (2019) |
| --- |
| Quarterback - 12 Hermann Falbo - 8 Andrea Lumastro QB/WR Running Back - 27 Delio Morandi - 20 Anthony Brugnano - 32 Ruben Wanton Tabares - 31 Davide Tocci - 42 Dario Zizza FB Wide Receiver - 88 Salvatore Persico - 80 Gaetano Zizza - 22 Antonio Ierimonte - 85 Pasquale Milano WR/K Offensive Linemen - 61 Giuseppe Russo - 66 Giuseppe Iorno C - 71 Francesco Spagnolo Defensive Linemen - 70 Deivid Todorov DT - 95 Giulio Sepe DT - 94 Giacomo Gagliardi DE - 77 Simone Ventura DT Linebacker - 51 Maikol Nebbioso - 7 Marco Correggia - 11 Arturo Falbo - 50 Francesco Perri LB/FB Defensive Back - 86 Cosimo Larosa CB - 30 Fortunato de Gennaro S/WR - 21 Roberto Balzano Special Team Coaching staff Umberto Bruno · Francesco Caruso |

## Lo stadio
Gli Achei Crotone giocano le loro partite casalinghe allo stadio Domenico Gabriele (ex Settore B), situato nel quartiere Tufolo. Per gli allenamenti utilizzano un impianto sportivo geodetico.